# Curetis terricola
Curetis terricola är en fjärilsart som beskrevs av Thomas Horsfield 1829. Curetis terricola ingår i släktet Curetis och familjen juvelvingar. Inga underarter finns listade i Catalogue of Life.